# Hualaihué
Hualaihué est une commune du Chili située dans la Province de Palena, dans la région des Lacs.

## Géographie

### Situation
La commune de Hualaihué est située en Patagonie dans le sud du Chili et dans la cordillère des Andes. Elle est bordée à l'est par la frontière avec l'Argentine. Hualaihué se trouve à 975 km à vol d'oiseau au sud de la capitale Santiago et à 83 km au sud-sud-est de Puerto Montt, capitale de la Région des Lacs.

### Démographie
En 2012, la population de la commune s'élevait à 8 720 habitants. La superficie de la commune est de 2 788 km2 (densité de 3 hab./km2).

Position de Hualaihué (en rouge) au sein de la Région des Lacs.